# Imperiale (ferrovia)
L'imperiale, a volte chiamato impropriamente "tetto", è la parte superiore della cassa di un rotabile ferroviario.

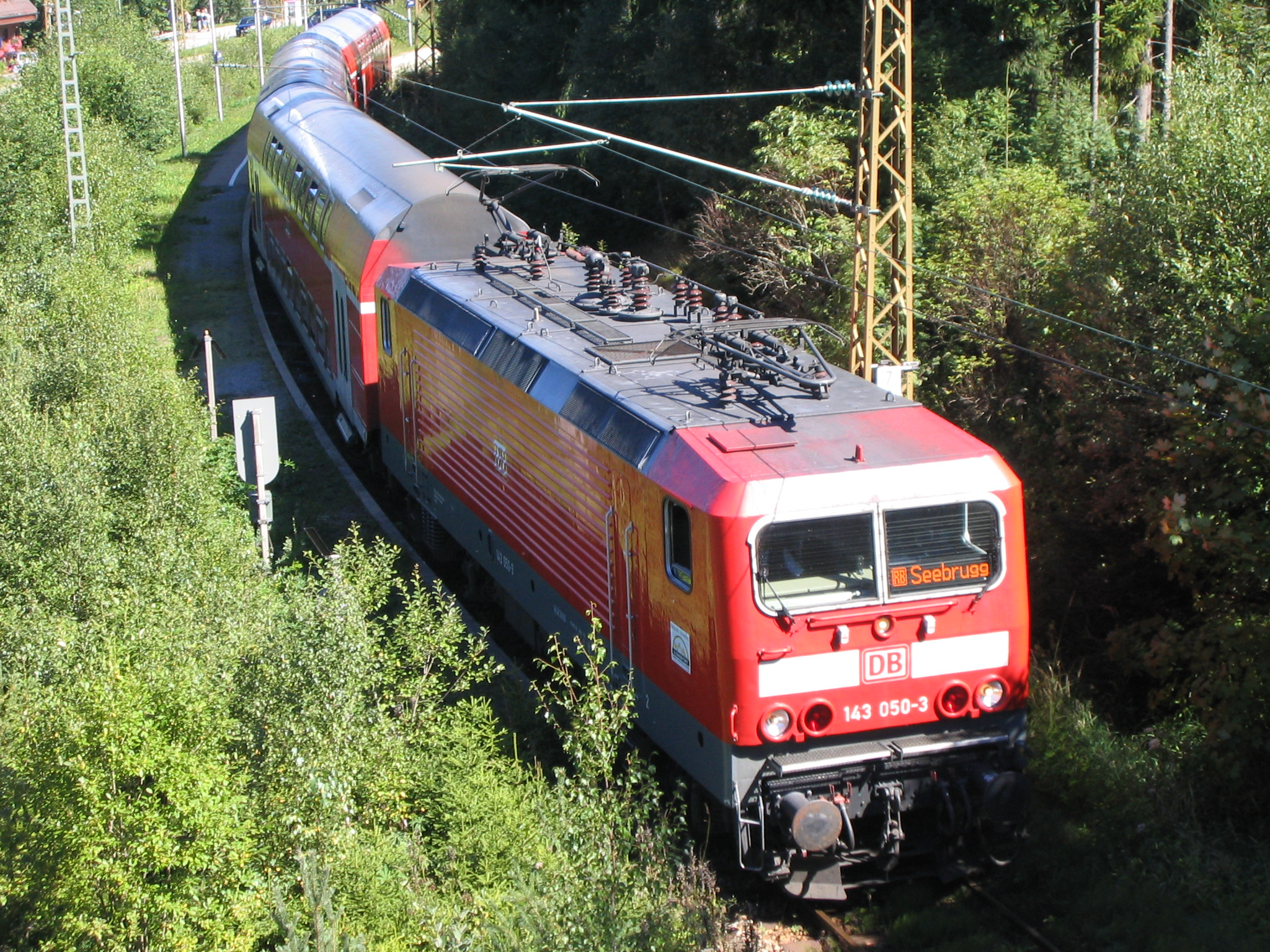
L'imperiale di una motrice tedesca e delle sue carrozze.

L'imperiale delle locomotive e delle automotrici contiene gli alloggiamenti per i pantografi (quando presenti), i silenziatori dei gas di scarico, i reostati di frenatura (sui mezzi dotati di frenatura elettrica) e spesso tutta una serie di attrezzature ausiliarie quali il condizionamento, i convertitori statici, i serbatoi per i liquidi di servizio o, nei rotabili più antichi, per l'aria compressa.
In genere è realizzato in lamiera di acciaio anche se oggi, data la linearità del pezzo, la sagoma solitamente semplice e la lunghezza complessiva, si preferiscono soluzioni con estrusi di alluminio, che non soffrono dei problemi di flessione delle lamiere e hanno prestazioni strutturali decisamente migliori, mantenendo un peso complessivo sostanzialmente inferiore. 
Alla parte inferiore dell'imperiale si ancorano in genere le strutture di sostegno per gli apparati interni.
Nelle carrozze ferroviarie più antiche, l'imperiale era costituito da longheroni di legno rivestiti in materiale tessile impermeabilizzato. In genere alle due estremità era montata la cassa-serbatoio dell'acqua con il relativo portellone metallico di ispezione.